# Autoroute A150 (France)
L'autoroute A150 est une autoroute qui relie Rouen à Yvetot dans la Seine-Maritime.
Cette autoroute fut à l'origine numérotée A15.

## Tracé

### Tronçon gratuit (Rouen - Barentin)
Ouverte en 1973, l'autoroute part de Rouen à l'entrée de Déville-lès-Rouen où elle est reliée au pont Gustave-Flaubert depuis 2008 (permettant son raccordement à l'A13 via la collectrice dite Sud III et l'A139). Elle se dirige alors vers le nord-ouest, elle bifurque avec l'A151 en direction de Dieppe, puis atteint Barentin (où elle dessert le centre commercial du Mesnil-Roux).

### Tronçon payant (Barentin - Yvetot/A29)
Depuis mars 2015, elle contourne Barentin pour atteindre l'A29 au niveau de Veauville-lès-Baons. Au niveau de Barentin, le viaduc de l'Austreberthe de 478 mètres de longueur passe au-dessus de la vallée de l'Austreberthe.
Le tronçon a été inauguré le 29 janvier 2015, avec 4 semaines d'avance mais son ouverture, à l'origine prévue le lundi 2 février, sera repoussée au 9 février afin de finaliser quelques éléments de sécurité. Son financement de l'ordre de 240 millions d'euros, sa conception, sa construction et son exploitation pour une durée de 55 ans ont été concédées au groupement Albea (Autoroute Liaison Barentin Écalles-Alix), dont NGE est mandataire et qui regroupe Fayat, OFI Infravia et Société Financière A150,,.

## Péage
Le péage se trouve à Bouville.
À 3,50 € pour 18 km en voiture, ce nouveau tronçon est parmi les plus chers de France (0,17 € du kilomètre).

## Son parcours

### N1338
- Carrefour giratoire entre N338, N1338, Rue de la Motte et Rue Pierre Forfait : Rond-point de la Motte
  - N338 : Rouen - centre, Sotteville, Saint-Sever
  - Rue de la Motte : Stade Mermoz
  - Rue de la Motte : Petit-Quevilly - Saint Antoine, Maison Hector Au Feu De Bois
  - Rue Pierre Forfait : SNCF, Fourrière
  -  N 338 :  A 13,  Le Mans, Elbeuf, Grand-Quevilly, Petit-Quevilly - centre
  -  N 1338 :  A 150,  Dieppe,  Le Havre, Zone Portuaire, MIN, Kindarena-Palais des Sports, Centre Commercial Docks 76, Le 106, Le 107, Le 108
  -    Début de route à accès réglementée, portion dans l'agglomération de Rouen.
- Rue Léon Maletra (sens Rouen-A29) : Autres Directions, Zone Portuaire Rive Gauche
- Carrefour giratoire entre N 1338 et N 1338 : Rond-point de Madagascar
  - N1338 :  A13,  Le Mans, Elbeuf, Rouen - sud, Grand-Quevilly
  -  Rue de Madagascar : ZI Ouest, Zone Portuaire Rive Gauche, Le 106
  - N1338 :  A 150,  Dieppe,  Le Havre, Zone Portuaire Rive Droite, MIN, Centre Commercial Docks 76, Kindarena- Palais des Sports, Parking Relais de Mont Riboudet
  -   Périphérie urbaine de Rouen.
- Pont Gustave Flaubert
- Déville (D 982) : Déville, Rouen, Zone Portuaire Rive Droite, MIN, Centre Commercial Docks 76

### A150
Section non-concédée gérée par la DIR Nord-Ouest et gratuite.
- Début de l'autoroute A150.
  -  Périphérie de Rouen.
  -  Fin de périphérie de Rouen.
- 1 Maromme (depuis et vers Rouen) : Maromme, Canteleu
- 2 La Vaupalière : Maromme, Canteleu, Saint-Jean-du-Cardonnay, La Vaupalière, Duclair
  -  Limitation à 130 km/h
  -  Aire de service Esso (sens Rouen-Le Havre)
- Échangeur entre A151 et A150 (depuis et vers Rouen) : Calais, Amiens (A29), Dieppe, Malaunay
- 3 Barentin (RD 6015) : Barentin, Pavilly, Le Havre par RD, Fécamp par RD

Section concédée gérée par ALBEA et payante.
- Viaduc de l'Austreberthe
  -  Avant péage.
  -  Avant péage.
  -  Avant péage.
- Péage de Bouville
  -  Après le péage.
- 4 Yvetot (RD 6015 - RD 929) : Yvetot, Sainte-Marie-des-Champs, Saint-Valery-en-Caux, Cany-Barville, Pavilly

Section concédée à SANEF Paris Normandie et payante.
- Échangeur entre A29 et A150 : Le Havre, Fécamp (demi-échangeur)
  -  Rappel L'autoroute A150 continue sur l'autoroute A29 en direction du Havre.

## Lieux sensibles
Le matin et le soir, l'autoroute est complètement saturée à l'entrée de Rouen. Ceci provoque un bouchon pouvant remonter jusqu'à Barentin. De nombreux accidents sont à signaler aux heures de pointe, la circulation se faisant en "accordéon".

### Radar fixe
- A l'entrée de Rouen, au niveau de Maromme en direction de Rouen à 110 km/h.